# Lenguas de Doberai occidental
Las lenguas de Doberai occidental son una subfamilia mal documentada de lenguas papúes occidentales habladas en la península de Doberai en la parte más occidental del territorio indonesio de Nueva Guinea, en la provincia de Papúa Occidental.

## Clasificación
- Tehit (Kaibus), la lengua del grupo más con más hablantes, unos 10 000.
- Kalabra, cercano al tehit
- Moi
- Moraid
- Seget
- Kuwani

El kuwani está testimoniado únicamente por una única lista de vocabulario, que muestra que es claramente distinto.

## Comparación léxica
Los numerales en diferentes lenguas de Doberai occidental son:
| GLOSA | Tehit      | Kalabra               | Moraid     | Moi                       | Seget    | PROTO- DOBERAI OCC. |
| ----- | ---------- | --------------------- | ---------- | ------------------------- | -------- | ------------------- |
| '1'   | m̩re        | 'aməʔ mə'rɛk          | mere       | meele                     | me'ridis | *mere               |
| '2'   | lak        | 'aməʔ rokʰ            | əla        | aali                      | ali      | *ala-~*ali-         |
| '3'   | (tolik)    | 'aməʔ (tu'lukʰ)       | (telo)     | (tooluk)                  | (tulu)   | (*tolu-)            |
| '4'   | (hat)      | 'aməʔ (hatʰ)          | (haʔ)      | (fak)                     | (fat)    | (*ɸat)              |
| '5'   | mahot      | 'aməʔ mo'hotʰ         | maʔhaʔ     | maafuk                    | mafot    | *maɸot              |
| '6'   | m̩tamre     | 'amuk ma'tamɛrɛʔ      | mtameri    | matanan-meele / maftaanim | (anim)   | *mata-mere          |
| '7'   | m̩talak     | 'amuk mɪ'talok        | mtalo      | matanan-aali              | (futu)   | *mata-[a]la-        |
| '8'   | m̩ta(dolik) | 'amuk ma'han(dɪluk)   | mta(tuluk) | matanan-(tooluk)          | (wolu)   | *mata-(tolu-)       |
| '9'   | m̩ta(hat)   | 'amuk ma'handɪtᵊ(hat) | mtana(ha)  | matanan-(fak)             | (si)     | *mata-(ɸat)         |
| '10'  | yahar      | 'amuk yi'har          | gihar      | matanan-maaful            | utmere   | *gihar              |
Los términos entre paréntesis son préstamos léxicos de lenguas austronesias.
El siguiente volcabuario básico fue está tomado de Voorhoeve (1975), como se cita en el Trans-New Guinea database:
| glosa    | Kalabra | Moi       | Moraid    | Seget   | Tehit    |
| -------- | ------- | --------- | --------- | ------- | -------- |
| 'cabeza' | safas   | sawa      | sawag     | sadus   | sam      |
| 'pelo'   | sadin   | sagin     | sadie     | salas   | gen      |
| 'ojo'    | sifoko  | suo       | sgolfun   | si      | tsifon   |
| 'dient'  | tela    | efek      | etəla     | gifek   | -hek     |
| 'pierna' | terit   | telek     | ere       | cek     | ndeit    |
| 'piojo'  | on      | sayam     | oŋ        | wut     | hain     |
| 'perro'  | houn    | ofun      | ŋouŋ      | awfu    |          |
| 'cerdo'  | beak    | baik      | mimula    | mon     |          |
| 'pájaro' | kalen   | kelem     | kele      | klem    | klen     |
| 'huevo'  | weko    | tolok     | begu      | niwi    | mesyen   |
| 'sangre' | hein    | sdam      | hijeg     | sədam   | hon      |
| 'hueso'  | kodus   | kodus     | kedoq     | nədus   | honim    |
| 'piel'   | falak   | -kesik    | balg      | nensiek | falek    |
| 'árbol'  | kout    | ouk       | pelu      | bua     | molom    |
| 'hombre' | nadele  | (ne) dala | dli       | nanla   | naadla   |
| 'sol'    | pun     | dewe      | telu      | tale    | pun      |
| 'agua'   | kala    | kala      | kəla      | kla     | sem      |
| 'fuego'  | sal     | yak       | salp      | yap     |          |
| 'piedra' | amak    | kwak      | amp       | kuat    | amak     |
| 'nombre' | nakadi  | kedi      | numhamone | nomo    | kendim   |
| 'comer'  | atkaren | wak       | nagrimi   | nate    | atni     |
| 'uno'    | mere    | mele      | merəh     | məre    | mre      |
| 'dos'    | lap     | ali       | telok     | ali     | la; lauh |